# Comitè de Basilea
El Comitè de Basilea és la denominació usual amb la que es coneix el Comitè de Supervisió Bancària de Basilea (BCBS, acrònim de Basel Committee on Banking Supervision en anglès), l'organització mundial que reuneix a les autoritats de supervisió bancària, funció de la qual és enfortir la solidesa del sistemes financers. Entre les normes d'importància que el Comitè ha emès, hi ha les recomanacions sobre blanqueig de diners.

## Història
El Comitè fou establert el 1974 pels presidents dels Bancs centrals dels països membres del Grup dels Deu (G-10) en aquell moment. La creació del Comitè va ser arran d'un incident, ocorregut uns pocs mesos després de la liquidació d'una societat alemanya, que va fer veure com una fallida pot tenir un [efecte dominó] en altres bancs.
El Comitè es deia originalment el «Comitè Cooke», a causa del nom de Peter Cook, director de l'Banc d'Anglaterra, que va ser un dels primers a proposar-ne la creació, i qui va ser el primer president.
Normalment es reuneix en el Banc de Pagaments Internacionals, (en anglès BIS, BPI en català), Basilea, Suïssa, on es troba la seva Secretaria Permanent. A les seves reunions plenàries, que se celebren quatre vegades a l'any, hi assisteixen també representants de les autoritats nacionals supervisores quan aquesta funció no recau en el banc central respectiu. Es parla sovint del Commitè com a Comitè del BPI, a causa del lloc on es reuneix. Tanmateix, però, el BPI i el Comitè de Basilea són dues entitats diferents.

## Composició
El Comitè de Basilea està constituït, en l'actualitat, pels representants de les autoritats de supervisió bancària del bancs centrals de: Alemanya, Aràbia Saudita, Argentina, Austràlia, Bèlgica, Brasil, Canadà, Corea, Espanya, Estats Units, França, Hong Kong, Índia, Indonèsia, Itàlia, Japó, Luxemburg, Mèxic, Països Baixos, Regne Unit, Rússia, Singapur, Sud-àfrica, Suècia, Suïssa, Turquia, i Xina. El Banc d'Espanya és membre de ple dret des de 2001.

## Missió
Les missions del Comitè de Basilea són :
- el reforçament de la seguretat i la fiabilitat del sistema financer,
- l'establiment d'estàndards mínims en matèria de supervisió,
- la difusió i la promoció de millors pràctiques bancàries i de seguiment,
- la promoció de la cooperació internacional en matèria de supervisió.

Des de la seva creació, el Comitè es constitueix en un fòrum de discussió per a fomentar la millora i la convergència de les pràctiques i normatives de supervisió bancària, cercant perfeccionar les eines de fiscalització internacional, a través d'estàndards comuns. Dieter Kerwer diu que "the BCBS is not a classical multilateral organization. It has no founding treaty, and it does not issue binding regulation. Rather, its main function is to act as an informal forum to find policy solutions and to promulgate standards." (pp 619)
Traducció: "El BCBS no és una organització multilateral clàssica. No té tractat fundacional, i no emet regulació (normativa). Més aviat, la seva funció principal és actuar com un fòrum internacional per tal de trobar solucions polítiques i emetre estàndards." (pàg. 619)
El Comitè formula les normes generals de supervisió i directrius i recomana les declaracions de bones pràctiques en la supervisió bancària (veure regulació bancària o Basilea II, per exemple) amb l'esperança que les autoritats membres i les autoritats de països no membres prendran mesures per tal de posar-les a la pràctica a través dels seus propis sistemes nacionals, ja sigui en forma legal o d'alguna altra manera. Efectivament, encara que no té autoritat per a fer acomplir les seves recomanacions, la majoria dels països, membres o no, tendeixen a aplicar les polítiques emanades del Comitè.
El 1988, el Comitè va aprovar el denominat Acord de Capital de Basilea (Basilea I), i, successivament, Basilea II, i Basilea III, que introduïa unes exigències mínimes de recursos propis del 8% en funció dels riscos assumits, principalment de crèdit. Aquest Acord va ser adoptat no només pels països integrants del Comitè, sinó per pràcticament tots aquells que tenen un sector bancari actiu internacionalment.
El Director actual del comitè és Nout Wellink, President del Banc dels Països Baixos, qui succeí en el càrrec a Jaime Caruana, del Banc d'Espanya l'1 de juliol de 2006. Actualment, el FMI està col·laborant amb el Comité de Basilea de Supervisió Bancària per tal de millorar les normes reguladores.